# Aerei statunitensi nella seconda guerra mondiale
Aerei impiegati dalle forze armate americane, USAAF, USAAC, USN e USMC durante la Seconda guerra mondiale.

## Marina
- Grumman F4F Wildcat caccia
- Grumman F6F Hellcat caccia
- Chance-Vought F4U Corsair caccia/attacco a terra
- Douglas SBD Dauntless (A-24) bombardiere in picchiata
- Curtiss SB2C Helldiver (A-25) bombardiere in picchiata
- Douglas TBD Devastator aerosilurante
- Grumman TBF Avenger aerosilurante
- Consolidated PB2Y Coronado idrovolante/pattugliamento marino
- Consolidated PB4Y Privateer idrovolante/pattugliamento marino
- Consolidated PBY Catalina idrovolante/pattugliamento marino

## Marines
- Brewster F2A Buffalo caccia
- Grumman F4F Wildcat caccia
- Chance-Vought F4U Corsair caccia/attacco a terra

## Aviazione dell'Esercito
- Bell P-39 Airacobra caccia
- Lockheed Corporation P-38 Lightning caccia di scorta
- Curtiss P-40 Warhawk caccia
- Curtiss A-12 Shrike caccia
- Republic P-47 Thunderbolt attacco a terra
- North American P-51 Mustang caccia di scorta
- Bell P-59 Airacomet caccia sperimentale a getto
- Northrop P-61 Black Widow caccia notturno
- Curtiss Curtiss C-46 Commando aereo da trasporto
- Douglas C-47 Skytrain aereo da trasporto
- Douglas A-20 Havoc bombardiere medio
- Douglas A-26 Invader bombardiere medio
- Boeing B-17 Flying Fortress bombardiere pesante
- Douglas B-18 Bolo bombardiere pesante
- Consolidated B-24 Liberator bombardiere pesante
- North American B-25 Mitchell bombardiere medio/anti-nave
- Martin B-26 Marauder bombardiere medio
- Boeing B-29 Superfortress bombardiere pesante
- Lockheed Corporation A-28 Hudson pattugliamento marino
- Lockheed Corporation PV-1 Ventura bombardiere/pattugliamento marino

## Aerei Acquistati da Paesi Alleati
- Bristol Beaufighter  caccia pesante
- de Havilland DH.98 Mosquito  bombardiere veloce/cacciabombardiere/caccia notturno
- Hawker Hurricane  caccia
- Supermarine Spitfire  caccia

## Aerei di Preda Bellica
- Aichi B7A "Ryusei"  aerosilurante/bombardiere in picchiata
- Aichi E16A "Zuiun"  idroricognitore
- Arado Ar 234  bombardiere a getto
- Breda Ba.15  addestratore
- Breda Ba.25  addestratore
- CANT Z.501  idrovolante
- Caproni Ca.111  ricognitore
- Dornier Do 335  caccia pesante
- Fieseler Fi 156 "Storch"  ricognitore
- Focke-Wulf Fw 190  caccia
- Heinkel He 111  bombardiere
- Junkers Ju 52  aereo da trasporto
- Junkers Ju 88  bombardiere
- Kawasaki Ki-45 "Toryu"  caccia
- Kyushu Q1W "Tokai"  pattugliatore marittimo
- Macchi M.C.200 "Saetta"  caccia
- Macchi M.C.202 "Folgore"  caccia
- Messerschmitt Bf 108 "Taifun"  addestratore/ricognitore
- Messerschmitt Bf 109  caccia
- Messerschmitt Me 262 "Schwalbe"  caccia a reazione
- Mitsubishi A6M "Zero"  caccia
- Mitsubishi J2M "Raiden"  caccia
- Mitsubishi Ki-83  caccia pesante
- Nakajima G8N "Renzan"  bombardiere
- Nakajima Ki-43 "Hayabusa"  caccia
- Nakajima Ki-44 "Shoki"  caccia
- Nakajima Ki-84 "Hayate"  caccia
- Piaggio P.108  bombardiere
- Saiman 200  addestratore
- Savoia Marchetti S.M.79 "Sparviero"  bombardiere
- Yokosuka D4Y "Suisei"  bombardiere imbarcato
- Yokosuka P1Y "Ginga"  bombardiere medio/aerosilurante/caccia notturno